# Emily Martin
Emily Martin est une sinologue, anthropologue et féministe américaine, née en 1944. Elle est professeure d’anthropologie socioculturelle à l’université de New York.

## Biographie
Elle rejoint le corps professoral de l'université de Californie, à Irvine, et de l'Université Yale  avant de devenir, en 1974, enseignante à l'université Johns Hopkins. De 1994 à 2001, elle enseigne aussi à l'université de Princeton
 ainsi qu'à l'université de New York.

## Récompenses
En 2019, elle reçoit la médaille Vega de la Société suédoise d'anthropologie et de géographie en reconnaissance à ses contributions à l'anthropologie. La même année, elle se voit décerner le prix JD Bernal de la Society for Social Studies of Science.

## Ses recherches
Cette section ne s'appuie pas, ou pas assez, sur des sources secondaires ou tertiaires indépendantes du sujet. Le texte peut contenir des analyses inexactes ou inédites de sources primaires.
Pour l'améliorer, ajoutez-en, ou placez des modèles {{Source secondaire souhaitée}} ou {{Source secondaire nécessaire}} sur les passages mal sourcés. (novembre 2024)

### Sinologie
Les travaux de Martin sur la sinologie s'accentuent sur la Chine continentale et Taiwan. Ses sujets comprennent la religion et les rituels chinois, l'architecture, la politique, la médecine traditionnelle chinoise, la culture des femmes chinoises, la culture rurale chinoise, les lignées et généalogies chinoises.

### Anthropologie des sciences et féminisme
Martin aborde la science dans une perspective féministe. Elle fait des analyses sur la reproduction humaine et des sujets connexes. Pour elle, la littérature scientifique actuelle est biaisée en fonction du sexe et maquillés de préjugés ancrés dans le langage populaire. Elle souligne, de ce fait, que la thèse selon laquelle « le spermatozoïde pénètre de force dans l’ovule » est sexiste, au détriment des femmes.
Martin développe ses recherches sur les analogies utilisées dans l’enseignement des sciences à partir de 1982.[réf. nécessaire]Elle interroge des femmes sur les questions de reproduction féminine et compile ses interviews dans un livre intitulé The Woman in the Body (1987). Martin approfondit, également, ses recherches en interviewant des scientifiques et en incluant le sujet des processus de reproduction masculine. Son article L'ovule et le spermatozoïde : comment la science a construit une histoire d'amour basée sur des rôles stéréotypés homme-femme (1991), en est  typique.

#### Syndrome prémenstruel
Emily Martin décrit la relation entre le syndrome prémenstruel et le lieu de travail. Au-delà des femmes, elle recommande un traitement adéquat de toutes les personnes sur le marché du travail. Elle indique, par ailleurs, que même si les femmes et les hommes connaissent des poussées hormonales, les femmes sont plus faciles à cibler car elles peuvent attribuer ces poussées hormonales à leur cycle menstruel.

### L'ovule et le spermatozoïde
En 1991, elle analyse les métaphores sociales pour enseigner les concepts biologiques dans son article intitulé L’œuf et le sperme : comment la science a construit une histoire d’amour basée sur des rôles stéréotypés homme-femme. Elle se concentre sur les analogies faites dans la fécondation avec les rôles que jouent l'ovule et le sperme, et souligne comment des mots tels que « débris », « rejets » et « mourir » par opposition à « étonnant », « produire » et « remarquable » insinuent que, comme les « processus biologiques féminins » sont inférieurs aux processus biologiques masculins, les femmes doivent donc être « moins dignes que les hommes »,
Martin se base sur des recherches de l'université Johns Hopkins qui prouvent que l’ovule est plus agressif  que les spermatozoïdes pour fustiger l'idée contraire répandue dans l'opinion populaire. Des recherches menées également par Gerald Schatten et Helen Schatten attribuent une implication mutuelle de l'ovule et du spermatozoïde, mais continuent d'utiliser le vocabulaire traditionnel.

## Publications
En 1987, Martin sort le livre The Woman in the Body (La femme dans le corps) qui  remporte le premier prix  d'Eileen Basker de la Society for Medical Anthropology. Dans ce livre, Martin examine la manière dont la culture américaine perçoit le processus de reproduction.
Pour cet ouvrage, Linda C. Garrow  dit de Martin qu'elle « tire de fortes conclusions sur degré de résistance[pas clair] exprimé par les femmes qui ne sont pas étayées par des données ». Mais, dans la revue Isis, Anja Hiddinga qualifie le livre d'« audacieux, bien argumenté et entièrement étayé par un large éventail de références ».

### Note
- (en) Cet article est partiellement ou en totalité issu de l’article de Wikipédia en anglais intitulé « Emily Martin (anthropologist) » (voir la liste des auteurs).